# Charles Altamont Doyle
Pour les articles homonymes, voir Doyle.
Charles Altamont Doyle, né le 25 mars 1832 à Londres et mort le 10 octobre 1893 (à 61 ans) à Dumfries en Écosse est un peintre britannique de l'époque victorienne. Il était le père de l'écrivain Arthur Conan Doyle, le frère de l'artiste Richard Doyle et le fils du portraitiste et caricaturiste John Doyle. Bien qu'issu d'une famille irlandaise, il grandit en Angleterre et vécut en Écosse.
Doyle ne connut pas le succès en tant qu'artiste et souffrit de dépression et d'alcoolisme. Ses tableaux représentant généralement des fées comme Une danse autour de la lune (A Dance Around The Moon), ou d'autres scènes fantastiques du même genre reflètent cette souffrance de l'âme en évoluant vers le macabre avec le temps.
En 1881 Doyle est interné dans une maison de repos spécialisée dans le traitement de l'alcoolisme. Mais sa dépression s'aggrave et il devient sujet aux crises épileptiques. Après une tentative d'évasion avec violence, on envoie à l'asile psychiatrique royal de Sunnyside à Montrose où il continue à peindre.
Il meurt à l'Institut royal de Crichton à Dumfries en 1893.
Une édition de A Study in Scarlet (Une étude en rouge) d'Arthur Conan Doyle publiée en 1888, est illustrée par le père de l'auteur, Charles Doyle. Dans l'enquête de Sherlock Holmes His Last Bow (Son dernier coup d'archet), Holmes se sert du faux nom d'Altamont.

## Vie privée
En 1849, Charles s'était établi à Édimbourg où il avait rencontré Mary Foley (1827-1920), la fille de sa logeuse, qu'il avait épousée le 31 juillet 1855. Le couple eut neuf enfants :
- Annette Mary Frances, née à Édimbourg le 22-07-1856,
- Katherine Amelia Angela, née à Édimbourg le 22-04-1858,
- Arthur Conan Doyle, né à Édimbourg le 22-05-1859, le futur père de Sherlock Holmes
- Mary Helena Monica Henrietta, née à Édimbourg le 04-05-1861,
- Caroline Mary, née à Édimbourg en février 1866,
- Constance Aimée Monica, née à Édimbourg le 04-03-1868,
- John Francis Innes (ou Duff) Hay , né à Édimbourg le 31-03-1873,
- Jane Adelaide Rose (Ida), née à Édimbourg le 16-03-1875,
- Bryan Mary Julia Joséphine, née à Édimbourg le 02-03-1877.